# Pamphagus elephas
Pamphagus elephas is een rechtvleugelig insect uit de familie Pamphagidae. De wetenschappelijke naam werd in 1758 gepubliceerd door Linnaeus in de tiende editie van Systema naturae. 